# محمود عبد العلي الشهابي
محمود عبد العلي الشهابي (11 مارس 1967-)، عقيد متقاعد وأحد ضباط الجيش المصري وقائد ضباط ثورة يناير. شغل سابقًا منصب الأمين العام المساعد لمنظمة الأورومتوسط التي تعنى بالحد من البطالة والهجرة غير الشرعية.
التحق بالكلية الحربية عام 1985، وحصل على بكالوريوس العلوم العسكرية عام 1898 تخصص «المشاة»، عمل بالقوات الخاصة وتدرج في الوظائف القيادية، وتولى قيادة مجموعة القفز الحر بالمظلات. شارك في حرب الخليج الثانية لتحرير الكويت عام 1990، وفي عمليات المنطقة الإدارية الجنوبية «حلايب وشلاتين»، كما شارك في عام 1997 في برنامج تطوير القوات المسلحة المصرية.
قاد الشهابي فريق جناح الرماية الدولية المصري بنادي الرماية بالهرم، وحاز على عدة بطولات منها بطولة الجمهورية المسدس ضغط الهواء، والمسدس الحر، والمسدس الموحد، والمسدس السريع، وأفضل رامٍ مصرى من 2000 إلى 2009، وأفضل رامٍ في بطولة أوروبا 2004، كما شارك في المسدس الهواء ببطولة بكين.
ترشح لتولى وزارة الشباب والرياضة.٣
حكم عليه بالسجن لمدة عام في قضية تحريض ضباط الجيش على الانقلاب العسكري وإسقاط النظام الجمهوري والدعوة لتشكيل مجلس رئاسي مدني.